# Перекрёсток (фильм, 1998)
«Перекрёсток» — российско-белорусская лирическая кинокомедия 1998 года. Премьера на телеканале ОРТ - 8 марта 1999 г.

## Сюжет
Конец 1990-х, Россия. Елена Морозова, учительница английского, с подачи своей приятельницы Наташи получает шанс на высокооплачиваемую работу в крупной нефтяной компании. Проблема в одном: кандидатка должна быть замужем, и теперь Ляле нужно срочно вступить в брак. Кирилл, с которым Ляля встречается, в ответ на просьбу срочно пожениться лишь обижается.
Олег Севостьянов — лидер рок-группы «Дядя Алик», которая 15 лет назад гремела на всю страну. Теперь о них мало кто помнит, и бывшие знаменитости выступают в клубах и подрабатывают, где удаётся. Однажды Алика находит их бывший администратор Михаил, живущий теперь в США, и предлагает устроить концерты в Америке; это шанс заработать и вновь подняться из безвестности. Есть только одно препятствие — он разведён, а в посольстве не любят выдавать визы тем, кого на родине ничто не удерживает. Михаил настаивает, чтобы Алик срочно женился. Люся, любовница Алика, в ответ на предложение расписаться устраивает истерику и отказывается.
Алик и Ляля случайно знакомятся в подземном переходе, где группа «Дядя Алик» подрабатывает. Они явно нравятся друг другу, а купленный в ближайшем киоске гороскоп предрекает им «любовь и верность на всю жизнь». Предложение Алика пойти в ЗАГС и подать заявление ошеломляет Лялю, но она отвечает согласием. Во Дворце бракосочетаний музыканты группы играют на регистрациях, так что у Алика с Лялей «по знакомству» принимают заявление и назначают регистрацию брака на завтра. При этом «тётя Маша», принимающая заявление, сомневается, стоит ли это делать; убеждая, ей выкладывают реальные причины, по которым подаются заявления, но звучит это так, что каждый принимает совершенно правдивое объяснение другого за шутку.
Оба испытывают неловкость: вроде бы честно сказано, зачем каждому нужен этот брак, но при этом каждый считает, что другим движут чувства, и каждый кажется себе обманщиком. Тем не менее, вечером Ляля с Натальей приходят в клуб «Старый трамвай», где играет Алик. Несмотря на присутствие здесь же Кирилла и Люси, тут же перешедших в разряд «бывших», между «женихом» и «невестой» развивается молниеносный роман, ночь они проводят вместе. На следующий день, уже перед дверями ЗАГСа, происходит окончательное объяснение и ссора, но отказаться от регистрации это не заставляет: герои расписываются, после чего разъезжаются в разные стороны. По пути в американское посольство Алик останавливает машину, извиняется перед Михаилом и уходит.
Проходит какое-то время. Ляля возвращается со своими учениками с экскурсии; судя по всему, у неё так и не сложилось с новой работой. В подземном переходе она видит группу «Дядя Алик» во главе с всё тем же Аликом, всё так же играющую для прохожих. Он тоже не улетел ни на какие гастроли. Оба явно рады встрече. Алик поёт для Ляли финальную песню.

## В ролях
- Леонид Ярмольник — Олег «Алик» Сергеевич Севостьянов
- Анна Легчилова — Елена «Ляля» Александровна Морозова
- Александр Ефремов — Миша
- Ольга Самошина — Наташа
- Ольга Беляева — Люся
- Геннадий Свирь — Кирилл
- Александр Коваленко — Лёша, барабанщик
- Леонид Клунный — саксофонист
- Жан Климович — басист
- Олег Корчиков — продавец книг

## Съёмочная группа
- Режиссёр-постановщик — Дмитрий Астрахан
- Автор сценария — Олег Данилов
- Продюсер — Леонид Ярмольник, Михаил Москалев, Андрей Гранкин
- Оператор-постановщик — Александр Рудь
- Звукорежиссёр — Сергей Чупров
- Композитор — Андрей Макаревич
- Исполнитель песен — Юрий Ильченко
- Художник-гримёр — Александр Журба

## Саундтрек
| Номер | Название трека       | Исполнитель  |
| ----- | -------------------- | ------------ |
| 01    | Увертюра             | А. Макаревич |
| 02    | Перекрёсток          | А. Макаревич |
| 03    | Где его носит        | А. Макаревич |
| 04    | Мы будем вместе      | А. Макаревич |
| 05    | Отпусти меня         | А. Макаревич |
| 06    | По назначению        | А. Макаревич |
| 07    | Мы будем вместе      | (инстр.)     |
| 08    | Перекрёсток          | Ю. Ильченко  |
| 09    | Где его носит теперь | Ю. Ильченко  |
| 10    | Мы будем вместе      | Ю. Ильченко  |
| 11    | Отпусти меня         | Ю. Ильченко  |
| 12    | По назначению        | Ю. Ильченко  |
| 13    | Кода                 |              |

Макаревич вспоминал о работе над саундтреком: «Я тогда вообще сотворил невозможное — написал пять песен за месяц — они с Астраханом вдруг решили, что главный герой будет музыкантом, а через месяц или чуть меньше уже надо было снимать. Ладно придумать — их надо было ещё записать на студии, а главное — спеть. Ярмольник надеялся, что я спою, а он в кадре будет открывать рот. Я убедил его, что Ярмольник, поющий голосом Макаревича, — самое глупое, что можно себе представить. В идеале, конечно, петь он должен был бы сам. Он бы и спел — если бы было в запасе месяца три. В фильме „Московские каникулы“ я практически заставил его это сделать, но на одну песню ушёл месяц — Лёня хороший артист, но, в общем, не певец. В результате в музыкальном фильме под ударом оказалось то, что в нём должно быть главным, — музыка. Чёртов совок. Днями и ночами я искал поющего человека с голосом, похожим на голос Ярмольника. Пробовал петь даже Гриша Константинопольский — выходило смешно, но Ярмольником не пахло. И тут я вспомнил про Юрку Ильченко. Разыскал его, он тут же прилетел и сделал то, что от него хотели. Имитации Лёниного голоса всё равно не получилось, но слух (и глаз) не резало, и я думаю, многие даже не догадались, что поющего Ярмольника озвучивал Ильченко. Юрка спел, получил деньги и снова пропал».